# Juju (álbum)

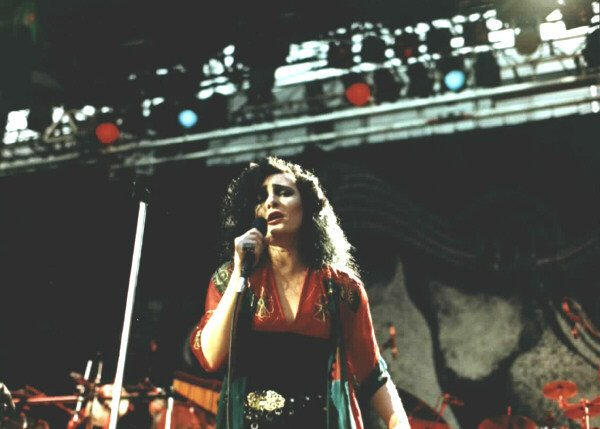
Banda británica de rock Siouxsie And The Banshees

Juju -Yuyu, del francés juguete- es el cuarto álbum de estudio de la banda británica de rock Siouxsie And The Banshees, lanzado el 19 de junio de 1981 a través de Polydor Records. Fue producido por la banda en colaboración con Nigel Gray. 
Contiene los sencillos «Spellbound» y «Arabian Knights». Después de su anterior trabajo (Kaleidoscope de 1980) con algunas pistas con elementos electrónicos, los Banshees volvieron a su rock basado en la guitarra, en parte debido al guitarrista John McGeoch. Éxito comercial en el Reino Unido, se considera uno de los mejores trabajos de la banda y del subgénero del Post-punk.
El álbum fue incluido en la lista de los 1001 discos que hay que oír antes de morir, y se remasterizó en formato digipack en mayo de 2006.

## Lista de canciones
- Todas las canciones compuestas por Siouxsie, Severin, McGeoch y Budgie.

1. "Spellbound" – 3:20
2. "Into the Light" – 4:15
3. "Arabian Knights" – 3:05
4. "Halloween" – 3:37
5. "Monitor" – 5:33
6. "Night Shift" – 6:06
7. "Sin in My Heart" – 3:37
8. "Head Cut" – 4:22
9. "Voodoo Dolly" – 7:04

## Personal
- Siouxsie Sioux: voz, guitarra en "Sin in My Heart".
- Steven Severin: bajo
- Budgie: batería, percusión.
- John McGeoch: guitarra
- Nigel Gray, Siouxsie and the Banshees: producción